# Fighting Pose wa Date ja nai!

Coperta Fighting Pose wa Date ja nai!

"Fighting Pose wa Date ja nai!" (ファイティングポーズはダテじゃない?) - (Poziția mea de luptă nu e o imagine falsă) este al doilea single al trupei Berryz Kobo. A fost lansat pe 24 aprilie 2004, iar Single V pe 12 mai 2004.

## Track List

### CD
1. Fighting Pose wa Date ja nai! (ファイティングポーズはダテじゃない!- Poziția mea de luptă nu e o imagine falsă) - 3:30 
2. Natsu Wakame (夏わかめ - Wakame de vară) - 3:50 
3. Fighting Pose wa Date ja nai! (Intrumental) (ファイティングポーズはダテじゃない! (Intrumental)) - 3:30 

### Single V
1. Fighting Pose wa Date ja nai! (ファイティングポーズはダテじゃない!) 
2. Fighting Pose wa Date ja nai! {Poolside de DANCE! DANCE! DANCE! Ver.) (ファイティングポーズはダテじゃない! (プールサイドでDANCE! DANCE! DANCE! Ver.)) 
3. Making Of (メイキング映像)

## Credite
1. Fighting Pose wa Date ja nai! (ファイティングポーズはダテじゃない!) 
- Versuri: Tsunku (つんく)
- Compoziție: Tsunku
- Aranjare: Takahashi Yuichi (高橋諭一)

2. Natsu Wakame (夏わかめ) 
- Versuri: Tsunku
- Compoziție: Tsunku
- Aranjare: Takahashi Yuichi

## Interpretări în concerte
- Hello! Project 2004 SUMMER ~Natsu no Doon!~ Project 2004 SUMMER ~ Natsu no Doon ~

- 2004 Natsu First Concert Tour "W Stand-by! Double U & Berryz Koubou!"

- 2005nen Natsu W & Berryz Koubou Concert Tour "HIGH SCORE!"

- Berryz Koubou Live Tour 2005 Shoka Hatsu Tandoku ~Marugoto~

- Berryz Koubou Summer Concert Tour 2006 "Natsu Natsu! ~Anata wo Suki ni Naru Sangenzoku~"

- Hello! Project 2007 Winter ~Wonderful Hearts Otome Gokoro~

- 2007 Sakura Mankai Berryz Koubou Live ~Kono Kandou wa Nidoto Nai Shunkan de Aru~

- Berryz Koubou Concert 2007 Haru ~Zoku Sakura Mankai Golden Week Hen~

## Prestații TV
- 05.04.2004 - Hey! Hey! Hey! Music Champ
- 25.04.2004 - Hello! Morning
- 06.05.2004 - AX MUSIC TV

## Informații
- Data lansării: 24 aprilie 2004
- Înregistrare: 2004
- Durata: 10:50
- Label: PICCOLO TOWN
- Producător: Tsunku